# هارولد برات
هارولد برات (انگلیسی: Harold Bratt; ۸ اکتبر ۱۹۳۹ – ۸ اکتبر ۲۰۱۸) بازیکن فوتبال اهل بریتانیا بود.
از باشگاه‌هایی که در آن بازی کرده‌است می‌توان به باشگاه فوتبال دونکستر راورز و باشگاه فوتبال منچستر یونایتد اشاره کرد.